# Alpine AGTZ Twin Tail
L'Alpine AGTZ Twin Tail, ou Zagato AGTZ Twin Tail, est une supercar de type queue longue (long tail) du constructeur et styliste automobile italien Zagato. 
La voiture dénote une filiation de style avec l'Alpine A220 de 1968 et de l'Alpine A110 de 2017.

## Historique
L'AGTZ Twin Tail est présentée au concours d'élégance de la Villa d'Este se tenant du 24 au 26 mai 2024.
Son design a été réalisé par Norihiko Harada, le chef du bureau de style de Zagato. Le concepteur est parti de la base de l'Alpine A110 de deuxième génération pour réaliser une version plus moderne et améliorée de l'Alpine A220.
19 exemplaires de l'AGTZ Twin Tail seront fabriqués et proposés à un prix de 650 000 euros,.

## Caractéristiques techniques

### Motorisation
La voiture est dotée du moteur 4 cylindres 1,8 L TCe de 300 ch de l'Alpine A110 S.

## Design

### Extérieur
L'AGTZ Twin Tail se caractérise par un arrière modulable : elle possède une queue amovible. Lorsque la queue longue est ajoutée à l'arrière de la voiture, elle allonge la voiture de 50 cm, faisant passer la longueur de 4,30 m à 4,80 m. Lorsque celle-ci est retirée, la voiture passe en configuration short tail, comme une Alpine A110. Cette configuration laisse apercevoir un diffuseur d'air, une sortie d'échappement centrale et deux feux arrière fins,.